# Callonychium atacamense
Callonychium atacamense är en biart som beskrevs av Toro och Herrera 1980. Callonychium atacamense ingår i släktet Callonychium och familjen grävbin. Inga underarter finns listade.